# Oreopsyche albidella
Oreopsyche albidella är en fjärilsart som beskrevs av Jules Pièrre Rambur 1858. Oreopsyche albidella ingår i släktet Oreopsyche och familjen säckspinnare. Inga underarter finns listade i Catalogue of Life.